# Einfallshöhe

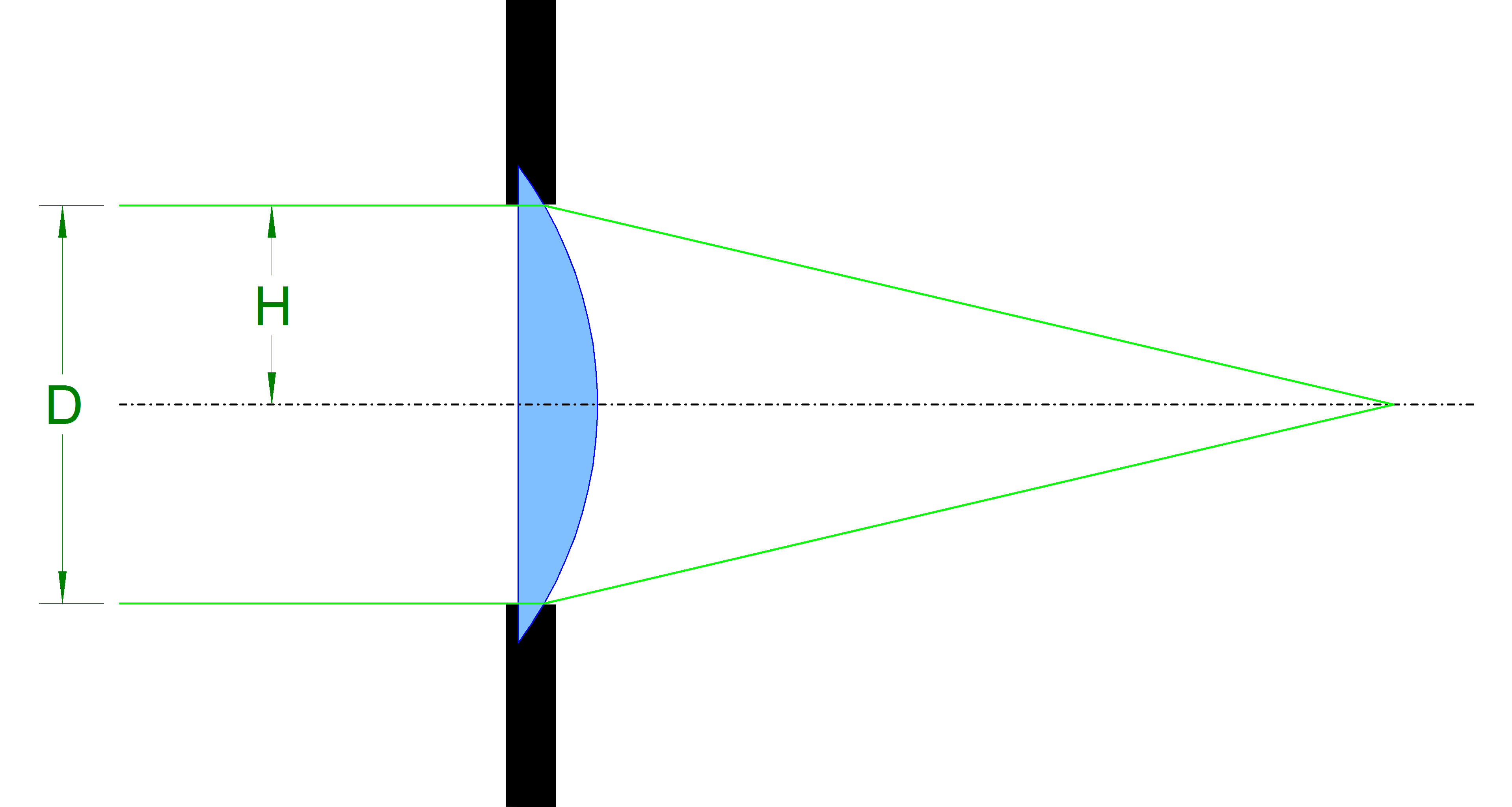
Einfallshöhe bei einer optischen Abbildung mit einer plankonvexen Linse

Die Einfallshöhe {\displaystyle H} ist bei einer optischen Abbildung der Abstand eines zur optischen Achse parallelen Lichtstrahls zur optischen Achse.
Die Schnittweite des gebrochenen Strahls hängt in der Regel von der Eintrittshöhe ab und verursacht in der Brennebene daher Zerstreuungskreise, die sich in der Abbildung unter Umständen als Fehler ausprägen. Die Einfallshöhe und somit auch solche Öffnungsfehler können durch Abblenden begrenzt werden (siehe auch kritische Blende).
Die Eintrittspupille {\displaystyle D} ist bei symmetrischen Systemen doppelt so groß wie die maximale Einfallshöhe {\displaystyle H_{\mathrm {max} }}:
{\displaystyle D=2\cdot H_{\mathrm {max} }}